# Fresne-l’Archevêque
Fresne-l’Archevêque település Franciaországban, Eure megyében. Lakosainak száma 562 fő (2018. január 1.). Fresne-l’Archevêque Les Andelys, Corny, Cuverville, Écouis és Houville-en-Vexin községekkel határos.

## Népesség
A település népességének változása:
| Lakosok száma | 408  | 366  | 391  | 450  | 459  | 552  | 570  | 576  | 562  | 562  |
|               | 1968 | 1975 | 1982 | 1999 | 2006 | 2011 | 2013 | 2016 | 2017 | 2018 |